# 帕罗利塞
帕罗利塞（義大利語：Parolise），是意大利阿韦利诺省的一个市镇。总面积3平方公里，人口702人，人口密度234.0人/平方公里（2009年）。ISTAT代码为064069。